# Casanga
Casanga ist eine Ortschaft und eine Parroquia rural („ländliches Kirchspiel“) im Kanton Paltas der ecuadorianischen Provinz Loja. Die Parroquia besitzt eine Fläche von 52,26 km². Die Einwohnerzahl lag im Jahr 2010 bei 1805. Die Parroquia wurde am 22. Februar 1990 gegründet.

## Lage
Die Parroquia Casanga liegt am Südhang eines 2600 m hohen Bergkamms im Südwesten von Ecuador. Der Ort Casanga liegt auf einer Höhe von 1100 m, etwa 13 km westnordwestlich des Kantonshauptortes Catacocha. Die Fernstraße E35 (Loja–Macará) führt 2,3 km südlich an Casanga vorbei. Der nach Westen fließende Río Playas, ein rechter Nebenfluss des Río Catamayo, begrenzt das Verwaltungsgebiet im Süden.
Die Parroquia Casanga grenzt im Süden an die Parroquia Catacocha, im Westen an die Parroquia Guachanamá, im Norden an die Parroquia Lauro Guerrero sowie im Osten an die Parroquia Yamana.